# Klášter Ferrières
Klášter Ferrières (fr. abbaye Saint-Pierre-et-Saint-Paul de Ferrières) je benediktinský klášter v Ferrières-en-Gâtinais v departementu Loiret v centrální Francii. Byl založen pravděpodobně během 7. století a během 9. století v něm fungovalo významné skriptorium. Budova kostela zasvěceného sv. Petrovi a Pavlovi pochází z 12. a 13. století. Bližší informace o dějinách konventu nejsou zachovány.